# Istituto statale d'arte Filippo Palizzi
L'Istituto Statale d'Arte "Filippo Palizzi" (in origine: Regio Istituto d’Arte; poi liceo artistico statale "Filippo Palizzi"; successivamente liceo artistico "Boccioni-Palizzi" e ad oggi "Caselli-Palizzi") è attivo a Napoli, presso il Museo artistico industriale, nell'ex collegio della Marina Borbonica, già convento di Santa Maria della Solitaria.

## Storia[2][4]
Alla fine del XIX secolo, il principe Gaetano Filangieri Junior e Demetrio Salazar, costituirono a Napoli un museo industriale, grazie anche alla collaborazione di Domenico Morelli, Giovanni Tesorone e Filippo Palizzi (a cui sono dedicati il museo e l'istituto) con lo specifico scopo di attuare sezioni per la formazione tecnica e le arti applicate da diffondere nell'Italia meridionale.
Le scuole officine istituite nel 1882, diventarono l'istituto d'arte odierno nel dopoguerra.

### Liceo artistico statale "Boccioni-Palizzi"
A seguito della legge 133/2008, che ha cambiato la funzione degli istituti professionali, il “Palizzi” è diventato un liceo artistico nell'anno scolastico 2010-2011.
Dall'anno scolastico 2012-2013 il liceo artistico "Filippo Palizzi" è confluito assieme al liceo artistico "Umberto Boccioni", di più recente fondazione (1970), sotto un istituto di istruzione che ha comunque permesso alle due scuole di mantenere le medesime sedi, le prerogative, i titoli e gli stessi organigrammi.
Le due scuole sono state divise a partire dal 1⁰ settembre 2023; dall'anno scolastico 2024/2025 il "Palizzi" è unito all'Istituto di Istruzione Superiore ad Indirizzo Raro "Giovanni Caselli", ubicato nel parco di Capodimonte.

## Patrimonio
L'istituto possiede un patrimonio storico, culturale e archivistico di notevole valore. Oltre al già citato museo (che contiene anche dei reperti archeologici magno-greci, egizi e dell'estremo oriente), sono presenti: una biblioteca dotata di un cospicuo fondo librario; una gipsoteca; una raccolta di collezioni di ceramiche, maioliche, vetri, oggetti d'arte e di arredo; una sezione delle produzioni degli allievi; e un giardino all'italiana affacciato sul golfo di Napoli.

## Persone legate alla scuola
- Vasco Pratolini
- Guglielmo Roehrssen
- Nando Paone[16]